# 普羅克妮
普羅克妮（Procne，希臘文為Πρόκνη）是希臘神話人物，雅典的公主。
描述最完整的普洛克妮與其妹菲洛美拉（Philomela）之故事，是羅馬詩人歐維（Ovid，西元前43年–西元17/18年）的《變形記》 （Metamorphoses）第六卷。
普羅克妮嫁與色雷斯國王鐵流士（Tereus）。兩人生有一子，名叫伊第斯（Itys）。普羅克妮邀請菲洛美拉至色雷斯遊玩，鐵流士親自到雅典迎接小姨子。航行途中，鐵流士覬覦菲洛美拉的美貌，向她求歡。菲洛美拉嚴正拒絕，於是鐵流士強暴了她。船靠岸後，他將菲洛美拉關起來，並割斷她的舌頭，然後對普羅克妮謊稱，菲洛美拉在旅途中暴斃了。
雖然口不能言，菲洛美拉仍比手劃腳地向替她送飯的老婦要了一架紡織機，並將她的遭遇織成毯子上的圖案，再示意老婦把毯子送給王后。普羅克妮藉由毯子發覺了丈夫的惡行，便救出菲洛美拉，並為了報復丈夫，將兒子殺害，煮成菜餚。
鐵流士發現真相後，追趕逃跑的普羅克妮姊妹。當她們被追至海邊時，眾神將普羅克妮變成一隻夜鶯；沒有舌頭的菲洛美拉則變成一隻燕子，逃離了色雷斯。鐵流士也變成了一隻戴勝鳥，繼續追逐那對姊妹。